# Lippo Group

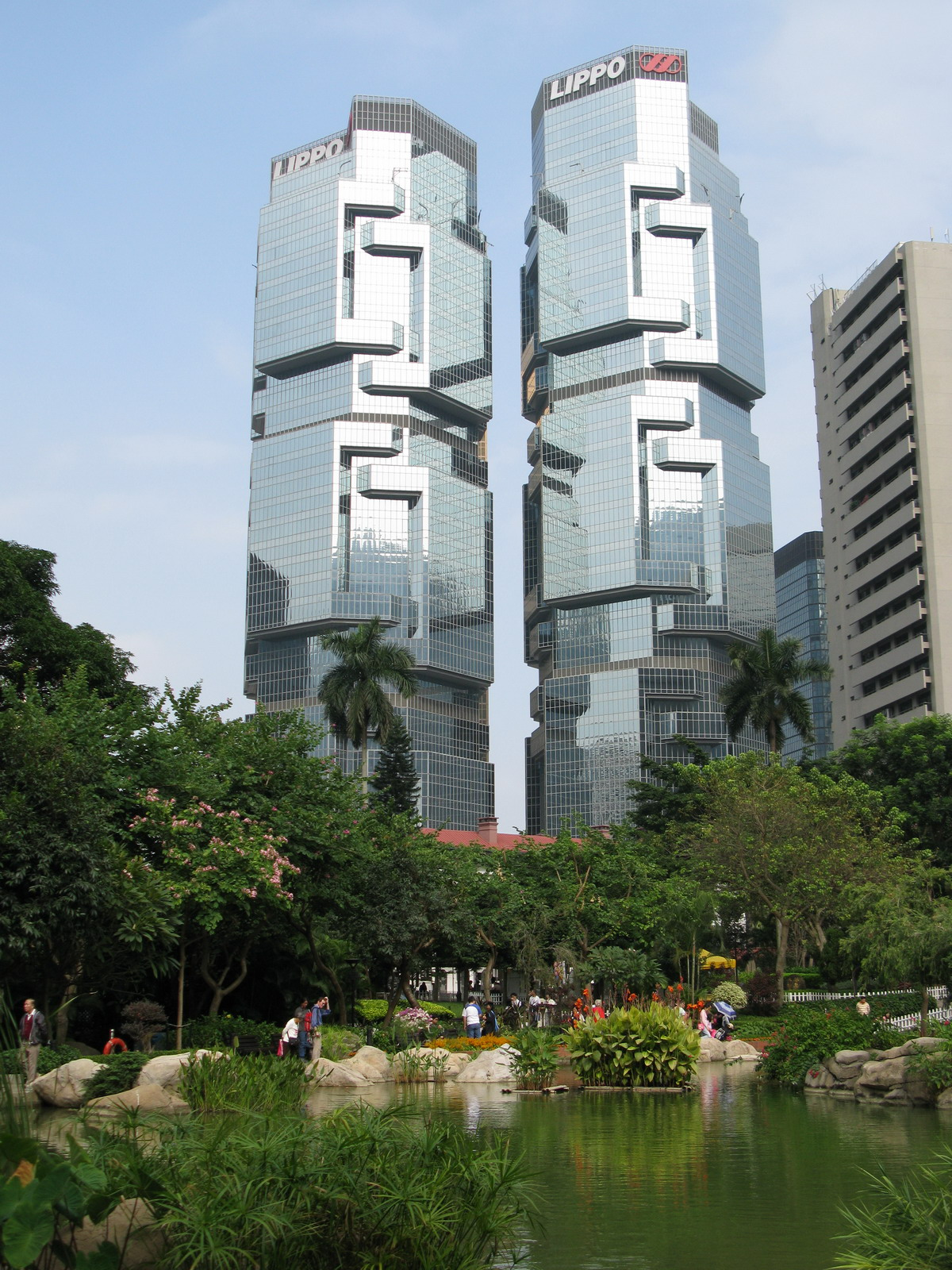
Lippo Centre в Гонконге

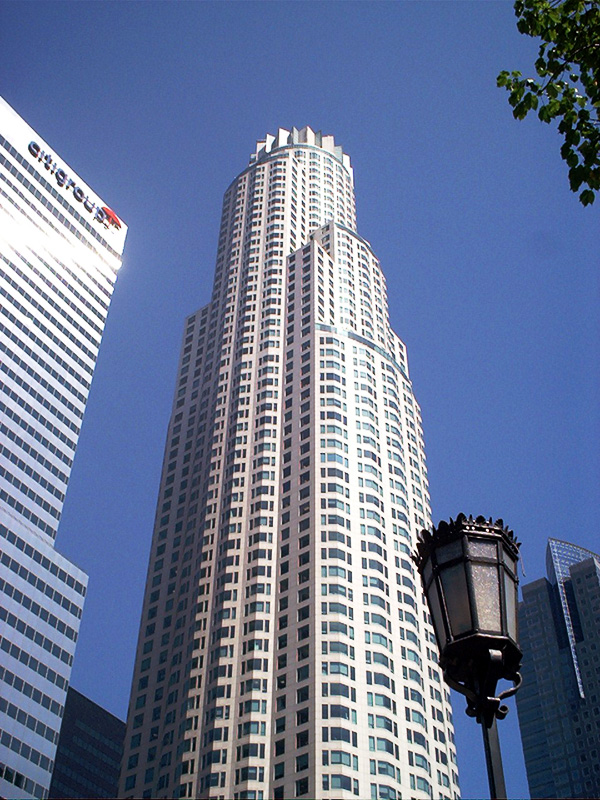
U.S. Bank Tower в Лос-Анджелесе

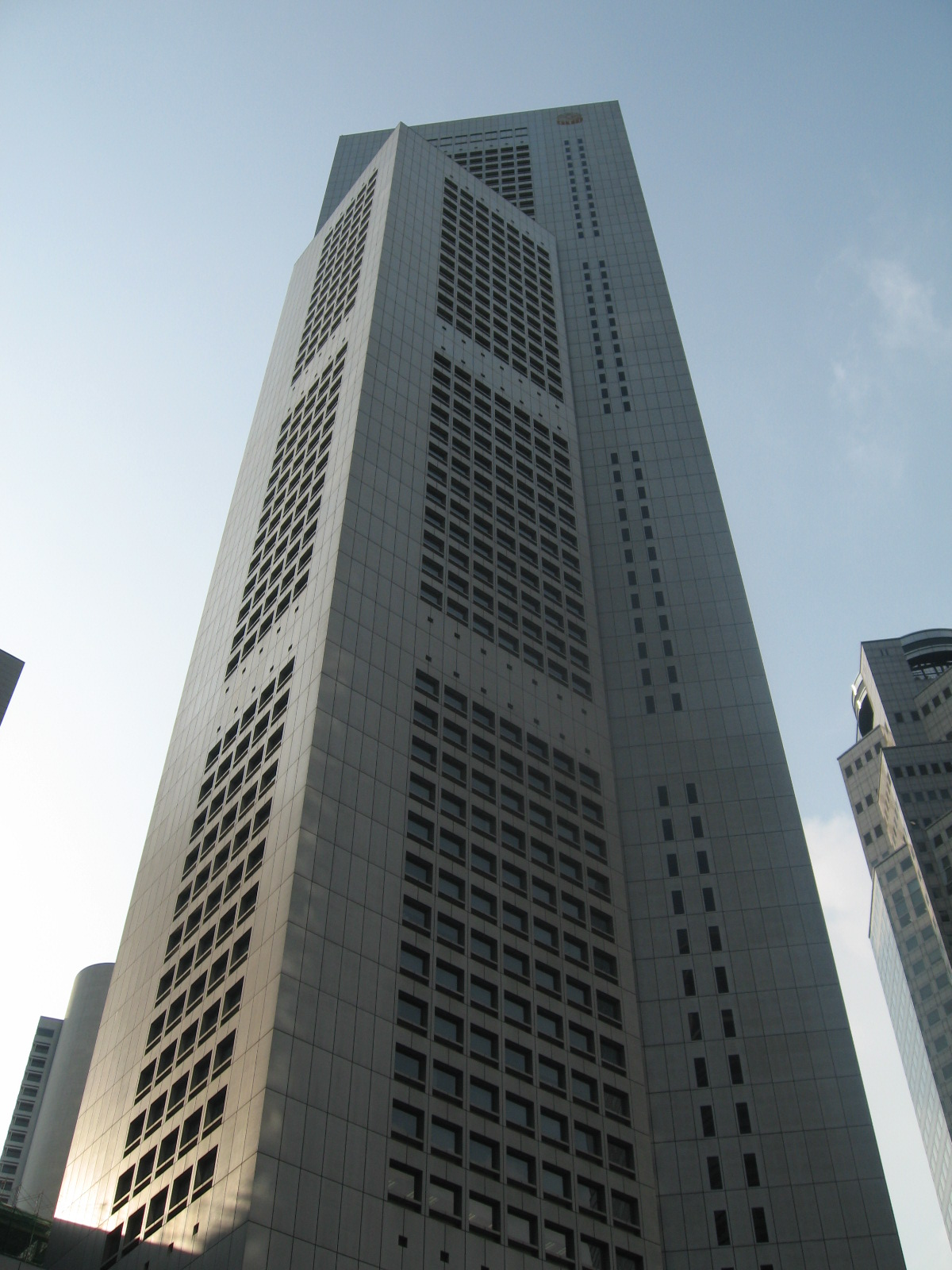
One Raffles Place в Сингапуре

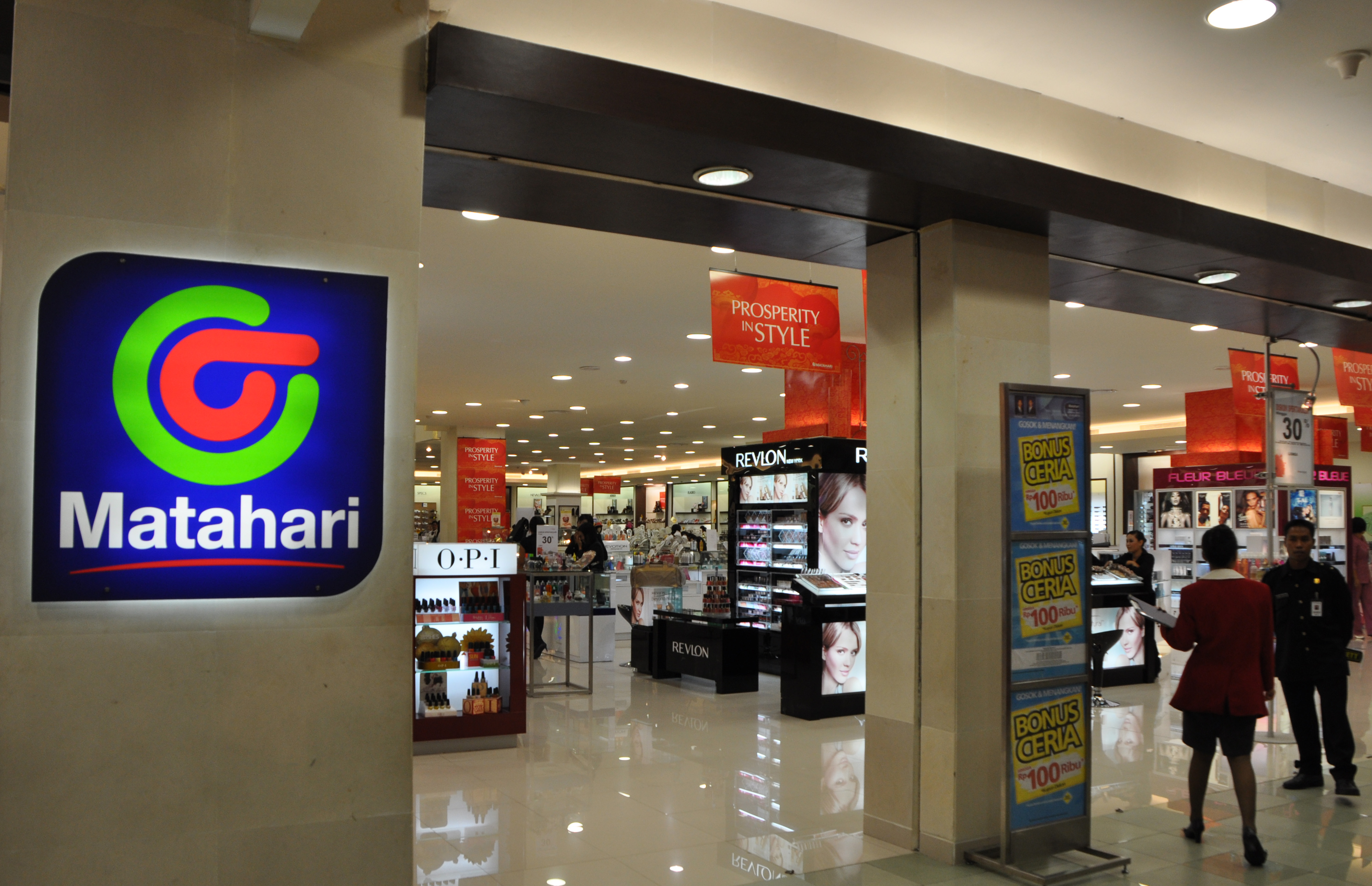
Универмаг Matahari на Бали

Lippo Group — один из крупнейших частных многопрофильных конгломератов Индонезии. Специализируется на управлении недвижимостью (сети больниц, отелей, торговых центров, гипермаркетов, кинотеатров, жилые и офисные комплексы), а также на финансовых услугах (медицинское страхование и банковское дело). Котируется на Индонезийской фондовой бирже (код — LPKR). Кроме Индонезии Lippo Group имеет интересы в Китае, особенно в Гонконге и Макао, а также на Филиппинах, в Сингапуре, США и Южной Корее. 
Компанией владеют и управляют миллиардер китайского происхождения Мохтар Риади и его сыновья Стивен и Джеймс (Стивен Риади руководит операциями из Сингапура, Джеймс Риади — из Джакарты). 

## История
Основатель Lippo Group Мохтар Риади родился на Восточной Яве в семье выходцев из Фуцзяни, которые держали магазин батика в Маланге. После женитьбы он работал в универмаге своей тёщи в Сурабае, затем управлял магазином велосипедов в Джакарте, в 1960 году возглавил небольшой Bank Kemakmuran, в 1963 году — Bank Buana, который специализировался на текстильном и аграрном рынке, в 1971 году — Panin Bank, обслуживавший импортные операции. В 1975 году Мохтар Риади купил 20 % акций Bank Central Asia, который являлся ядром промышленной Salim Group (другими совладельцами банка были сыновья президента Сухарто). 
Риади вывел Bank Central Asia на лидирующие позиции (к 1983 году он был крупнейшим частным банком Индонезии), в 1976 году основал торговую компанию Lippo Holding, затем — несколько совместных компаний с магнатом Судоно Салимом. В 1982 году Риади купил 49 % акций в Bank Perniagaan Indonesia (Indonesian Mercantile Bank), который в 1989 году был переименован в Lippo Bank. После слияния с Bank Umum Asia в ноябре 1989 года Lippo Bank вышел на фондовые биржи Джакарты и Сурабаи, став вторым по величине частным банком страны (первое место удерживал Bank Central Asia, в котором Риади сохранил 20-процентную долю).
В середине 1990-х годов Lippo Group считалась одним из крупнейших финансовых конгломератов Индонезии, активы флагмана группы, компании Lippo Ltd., оценивались в 3,6 млрд долларов (всей группы — в 11 млрд долл.). Дочерние структуры Lippo Group активно работали в США, материковом Китае и Гонконге. Кроме финансовых услуг конгломерат имел интересы в строительстве, инфраструктуре, недвижимости, информационных технологиях, производстве текстиля, автомобильных запчастей, потребительских товаров. Через свой дочерний банк в Калифорнии (в 1984 году Lippo Group купила Bank of Trade in Los Angeles) Джеймс Риади активно финансировал Демократическую партию США и предвыборную кампанию Билла Клинтона.
Стивен Риади управлял Lippo Limited и Hong Kong Chinese Bank Co., которые специализировались на операциях с недвижимостью и банковском деле в Гонконге и Китае. Джеймс Риади управлял индонезийским Bank Lippo, компанией Lippo Land, которая строила два новых пригорода Джакарты, и американскими активами группы. Благодаря тесному партнёрству с китайскими государственными корпорациями China Resources и China Travel Lippo Group активно участвовала в крупнейших строительных проектах материкового Китая. В 1997 году Hong Kong Chinese Bank был переименован в Lippo China Resources Bank (позже был полностью поглощён China Resources). Кроме того, China Resources стал акционером индонезийской Lippo Land.   
В декабре 1998 года Lippo Bank был переименован в Bank Lippo. В 1999 году, после тяжёлого Азиатского финансового кризиса (1997—1998), истощённый Bank Lippo попал под управление правительства, в начале 2004 года его контрольный пакет акций был продан властями компании Swissasia Global, осенью 2005 года перепродан компании Santubong Investment (входила в состав малайзийского государственного фонда Khazanah Nasional). Осенью 2008 года Bank Lippo слился с крупным индонезийским PT Bank CIMB Niaga, входящим в малайзийскую CIMB Group (значительным акционером группы был фонд Khazanah Nasional). 
В 2001 году Lippo Group инвестировала деньги в развитие Путяньского университета в провинции Фуцзянь. В 2010 году сингапурская компания Overseas Union Enterprise, входящая в состав Lippo Group, купила за 870 млн долларов две башни DBS Building Towers (теперь известны как OUE Downtown), в 2014 году купила за 368 млн долларов 73-этажный лос-анджелесский небоскрёб U.S. Bank Tower.

## Структура группы
В Индонезии основным активом Lippo Group является компания Lippo Karawaci (Тангеранг), в Сингапуре — Overseas Union Enterprise. 
- Overseas Union Enterprise (недвижимость)
- Lippo Karawaci (недвижимость)[10]
- Lippo Cikarang (недвижимость)[11]
- Lippo Homes (недвижимость)
- Lippo Land (недвижимость)
- Lippo Limited (недвижимость)
- St. Moritz (недвижимость)
- Aryaduta Hotel & Resort Group (сеть отелей)
- Siloam Hospitals (сеть больниц)[12]
- Lippo Malls (сеть торговых центров)
- Matahari Department Store (сеть универмагов)[13]
- Matahari Hypermart (сеть гипермаркетов)[14]
- Matahari Foodmart (сеть супермаркетов)
- Boston Health and Beauty (сеть магазинов лекарств и косметики)
- Timezone (сеть центров развлечений)
- Times Bookstore (сеть книжных магазинов)
- Cinema XXI (сеть кинотеатров)
- Nobu National Bank Indonesia (банковское дело)
- Lippo General Insurance (страхование)
- Pacific Asia Holding (инвестиции)
- Lippo Securities (финансовые операции)[15]
- Lippo E-Net (информационные технологии)
- Auric Pacific (пищевые продукты)
- Multi Prima Sejahtera (машиностроение)[16]
- BeritaSatu Media (телевидение, газеты и журналы)
- First Media (интернет и кабельное телевидение)[17]
- BiG TV (спутниковое телевидение)

В Индонезии у Lippo Group имеются совместные проекты с корейской поисковой системой Daum и голландской корпорацией Philips.

## Крупнейшие активы
- Жилой и коммерческий комплекс Lippo Village с гоночной трассой в Тангеранге[18].
- Жилой комплекс Millennium Village в Тангеранге.
- Промышленный, коммерческий и жилой комплекс Lippo Cikarang в Чикаранге (Бекаси)[19].
- Жилой комплекс Orange County в Чикаранге.
- Жилой комплекс Tanjung Bunga в Макасаре.
- Жилой и коммерческий комплекс St. Moritz Makassar в Макасаре.
- Жилой и коммерческий комплекс Kemang Village в Южной Джакарте[20].
- Жилой и коммерческий комплекс Embarcadero Suites в Южной Джакарте.
- Жилой и коммерческий комплекс The St. Moritz в Западной Джакарте.
- Офисный комплекс Lippo Office Tower в Западной Джакарте.
- Жилой комплекс Nine Residence в Центральной Джакарте.
- Коммерческий комплекс Holland Village в Центральной Джакарте.
- Жилой и коммерческий комплекс City of Tomorrow в Сурабае.
- Жилой комплекс Park View Apartments в Депоке.
- Жилой комплекс Monaco Bay в Манадо.
- Жилой комплекс Holland Village в Манадо.

- Офисный комплекс One Raffles Place в Сингапуре.
- Офисный комплекс OUE Downtown в Сингапуре.
- Отель Mandarin Orchard в Сингапуре.
- Офисный комплекс Lippo Centre в Гонконге.
- Офисный комплекс U.S. Bank Tower в Лос-Анджелесе.

В пригороде Джакарты Караванге Lippo Group владеет обширным Lippo Land Club, в состав которого входят парк, ресторан, бассейн, вертолётная площадка и самое престижное в стране частное кладбище San Diego Hills Memorial Park.